# Bolsa de Valores de Zimbabue
La Bolsa de Valores de Zimbabue, (en inglés: Zimbabwe Stock Exchange) (ZSE) es el organismo que regula las bolsas de valores de Zimbabue. Su historia se remonta a 1896  pero solo estuvo abierta a la inversión extranjera desde 1993. La bolsa de valores de Zimbabue tiene alrededor de una docena de miembros y actualmente cotizan 63 compañías. Hay dos índices principales, el ZSE All Share y el ZSE Top 10.

## Historia
La primera bolsa de valores de Zimbabue se inauguró poco después de la llegada de la Columna de los Pioneros a Bulawayo en 1896. Sin embargo, solo funcionó durante unos seis años. Se establecieron otras bolsas de valores en Gweru y Mutare. La Bolsa de Mutare, también inaugurada en 1896, prosperó gracias al éxito de la minería local, pero al darse cuenta de que los depósitos en el área no eran extensos, la actividad disminuyó y cerró en 1924. Después de la Segunda Guerra Mundial, Alfred Mulock Bentley fundó una nueva bolsa en Bulawayo y las transacciones comenzaron en enero de 1946.  En diciembre de 1951 abrió una segunda bolsa en Salisbury (Harare) y los intercambios entre los dos centros se realizaron por teléfono. Los comerciantes continuaron trabajando por teléfono hasta que se decidió que se debería promulgar legislación para regular los derechos y obligaciones de los miembros de la bolsa y del público inversor en general. La ley de la Bolsa de Valores de Rhodesia entró en vigor en enero de 1974. Los miembros de la bolsa continuaron comerciando como antes y por razones legales se hizo necesario crear una nueva bolsa coincidiendo con la aprobación de la legislación. La bolsa data de la aprobación de la ley en 1974 y se regula de acuerdo con la ley y sus enmiendas, incluida la ley de 1996. Al lograr la independencia de Reino Unido en 1980, la bolsa cambió su nombre por el actual.
Con el declive de la economía de Zimbabue, la hiperinflación hizo que el dólar de Zimbabue fuera inútil y el dólar estadounidense se adoptó como moneda de curso legal para las transacciones en bolsa en febrero de 2009. En marzo de 2009, el comercio seguía siendo muy escaso y muy pocos inversores extranjeros estaban dispuestos a arriesgarse a comerciar en el mercado zimbabuense. 
La mayoría de las acciones cotizan en el rango de centavos estadounidenses, y al menos 26 acciones diferentes no cotizan en absoluto. El 26 de junio de 2020, el gobierno de Zimbabue anunció que la bolsa de valores suspendería sus operaciones a partir del 29 de junio para imponer medidas que se esperaba abordaran el dólar RTGS, que ha estado experimentando una alta inflación desde su introducción.  La bolsa reanudó sus operaciones el 3 de agosto de 2020. 

## Bolsa de Valores de Victoria Falls
La Bolsa de Victoria Falls es una bolsa de valores establecida en 2020 como subsidiaria de ZSE para operar en la zona económica especial de Victoria Falls.  